# Insígnia de Guerra dels Submarins
La Insígnia de guerra dels submarins (alemany: U-Boot-Kriegsabzeichen) va ser una insígnia de guerra alemanya que es va atorgar als membres de la tripulació dels submarins durant la Primera Guerra Mundial i la Segona Guerra Mundial.

## Història
La Insígnia de guerra dels submarins es va instituir originalment durant la Primera Guerra Mundial l'1 de febrer de 1918. Es va atorgar per reconèixer les tripulacions dels submarins que havien completat tres patrulles de guerra. La insígnia es portava a la part inferior esquerra de l'uniforme i tenia forma ovalada que s'assemblava a una corona de fulles de llorer. Al centre hi havia un submarí i la corona de l'estat alemany (Reichskrone) estava incrustada a la part superior central de la corona.
El 13 d'octubre de 1939 es va restablir la Insígnia de guerra dels submarins. Era molt similar a la insígnia original amb l'excepció que la corona imperial es va substituir per una àguila alemanya sobre una esvàstica, i es va utilitzar un submarí més modernitzat que ara mirava cap a l'esquerra. La nova versió es va fer primer de metall de bronze, amb les posteriors fetes de zinc amb un "rentat d'or".

## Classes
El premi es va atorgar en dues categories:

### Insígnia de guerra d'U-Boat
Hi havia diverses maneres de rebre aquesta medalla. El més habitual seria la realització de dues o més patrulles de guerra. Tot i que la finalització de dues patrulles de guerra podria semblar un requisit baix, però un típic creuer de guerra d'U-boat sovint duraria mesos a la vegada. Completar dues patrulles de guerra podria ser igual de perillós, ja que l'U-boat ha de suportar atacs constants d'avions i vaixells de guerra aliats . L'altra ocasió en què es va atorgar aquest distintiu va ser haver estat ferit durant una patrulla o morts en acció.

### Insígnia de guerra de submarins amb diamants
La Insígnia de guerra dels submarins amb diamants va ser instituïda pel Großadmiral Karl Dönitz després d'haver rebut del Großadmiral Erich Raeder una versió especial d'or massís de la insígnia de guerra dels submarins en què la corona i l'esvàstica estaven incrustades amb diamants.
La insígnia era un premi especial atorgat als comandants dels submarins que havien rebut la Creu de Cavaller de la Creu de Ferro amb Fulles de Roure. Aquesta versió estava feta de placa d'or sobre plata. Fabricat per les firmes Schwerin u. Sohn i Gebr. Godet & Co. Era el mateix que el patró bàsic però amb nou petits diamants incrustats a l'esvàstica. Aquest premi va ser més aviat un premi personal de Dönitz. Se'n van concedir aproximadament 30, inclòs l'original a l'almirall Dönitz.

#### Destinataris de la insígnia d'U-boat War amb diamants
- Albrecht Brandi[10]
- Heinrich Bleichrodt
- Otto von Bülow
- Karl Dönitz[6]
- Carl Emmermann
- Engelbert Endrass
- Friedrich Guggenberger
- Robert Gysae
- Reinhard Hardegen
- Werner Hartmann
- Werner Henke
- Otto Kretschmer
- Hans-Günther Lange
- Georg Lassen
- Heinrich Lehmann-Willenbrock
- Heinrich Liebe
- Wolfgang Lüth[10]
- Johann Mohr
- Rolf Mützelburg
- Karl-Friedrich Merten
- Günther Prien
- Joachim Schepke
- Adalbert Schnee
- Klaus Scholtz
- Viktor Schütze
- Herbert Schultze
- Reinhard Suhren[10]
- Rolf Thomsen
- Erich Topp